# Consulat général de France à Sydney
Le consulat général de France à Sydney est une représentation consulaire de la République française en Australie. Il est situé sur Market Street, à Sydney, capitale de la Nouvelle-Galles du Sud, ville la plus peuplée du pays. Il est dirigé depuis août 2019 par Anne Boillon (d).